# Gnoppix
Gnoppix är en Linuxdistribution som körs från CD-läsaren, i likhet med Knoppix. Gnoppix använder sig av GNOME som skrivbordsmiljö. Gnoppix innehåller förutom operativsystemet en webbläsare, några små spel med mera.